# کاملیا استروم هنریکسن
کاملیا استروم هنریکسن (انگلیسی: Camilla Stroem Henriksen؛ زادهٔ ۹ ژانویهٔ ۱۹۶۸) کارگردان، فیلم‌نامه‌نویس، هنرپیشه اهل نروژ است.